# Oenanthe cypriaca
La collalba chipriota o collalba de Chipre (Oenanthe cypriaca) es una especie de ave paseriforme de la familia Muscicapidae endémica de Chipre. Este pájaro pequeño passeriforme de 14-15 cm de largo, era tratado como una subespecie de collalba pía, pero Sluys y van den Berg sostuvieron en 1892 que merecía el estatus completo de especie, basándose de las diferencias en la biometría y especialmente el canto, y la carencia del dimorfismo sexual del plumaje en cypriaca. El número de individuos ronda entre los 12.000.

## Distribución
Esta especie insectívora migratoria sólo se reproduce en Chipre, y migra hacia el sur, por lo que en invierno se desplazan a Sudán y a Etiopía. Ha sido registrado como vagabundo en Heligoland, Alemania.

## Descripción
Esta especie se asemeja mucho a la collalba pía, aunque tiene un poco más nde egro en la cola, en la espalda y en la cabeza. Los sexos son similares en apariencia, un hecho documentado por primera vez por Christensen (1974). Un estudio de 2010 halló que la collalba de Chipre difiere de la collalba pía en catorce caracteres morfométricos externos. Su canto es distintivo, y muy diferente al de la collalba pía, parecido a un insecto. Consiste en una serie de ráfagas agudas de zumbido. Las investigaciones recientes sugieren una diferenciación ecológica entre la collalba chipriota, la collalba gris y la collalba rubia oriental por el contorno negro alrededor del oído.

## Costumbres
La altura de anidación de esta especie es alta para una collalba, típicamente a 5 o 10 metros sobre el suelo. A menudo se cría en los hábitats boscosos, a diferencia de otras collalbas. Oliver (1990) sugiere que ocupan el nicho ecológico utilizado en otras partes del Paleártico Occidental por el colirrojo real. Es la especie más arborícola de collalba en el Paléarctico Occidental y utiliza tácticas de captura de insectos al vuelo y de alimentación mediante saltos de percha. La collaba de Chipre utiliza más el espacio aéreo cerrado y ocupa más hábitats boscosos, pero necesita una cantidad mínima de tierra abierta, y un mínimo de arbustos altos.

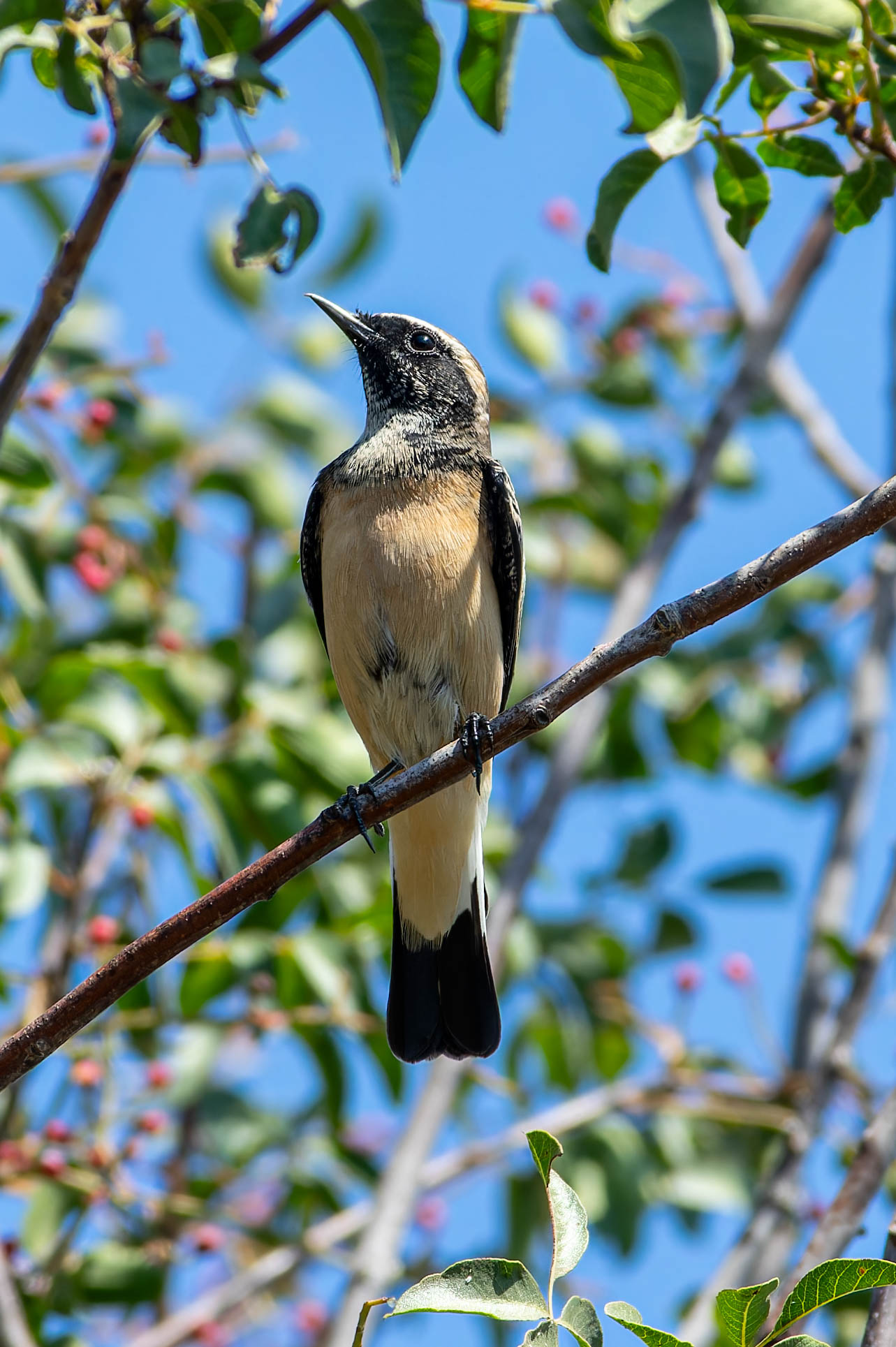
Cyprus wheatear, Akamas, Cyprus

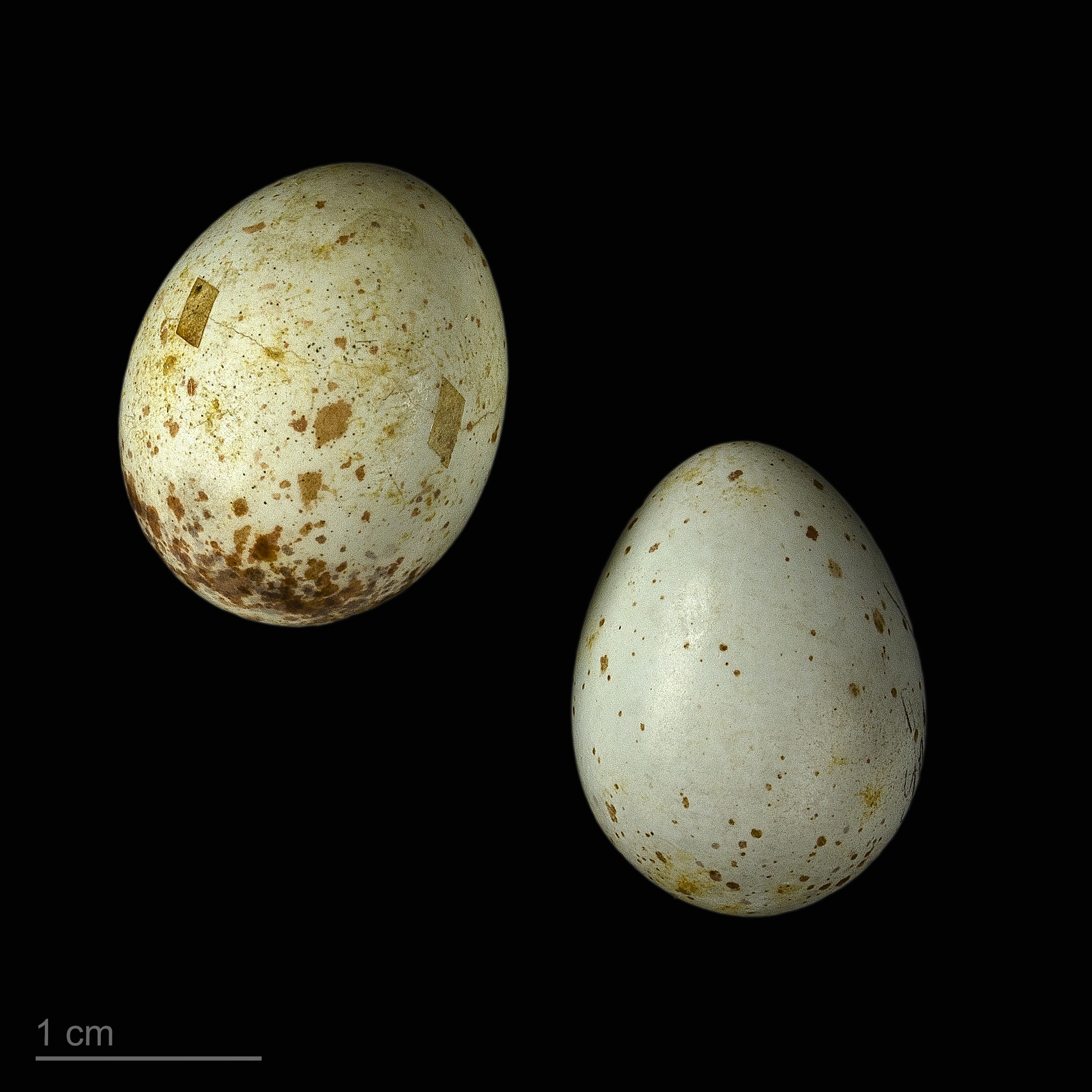
Oenanthe cypriaca - MHNT

## Nota
1. ↑  También es denominada tordo ártico en listas de Cuba (Diversidad biológica cubana - Aves).